# Filialkirche Föhrenau

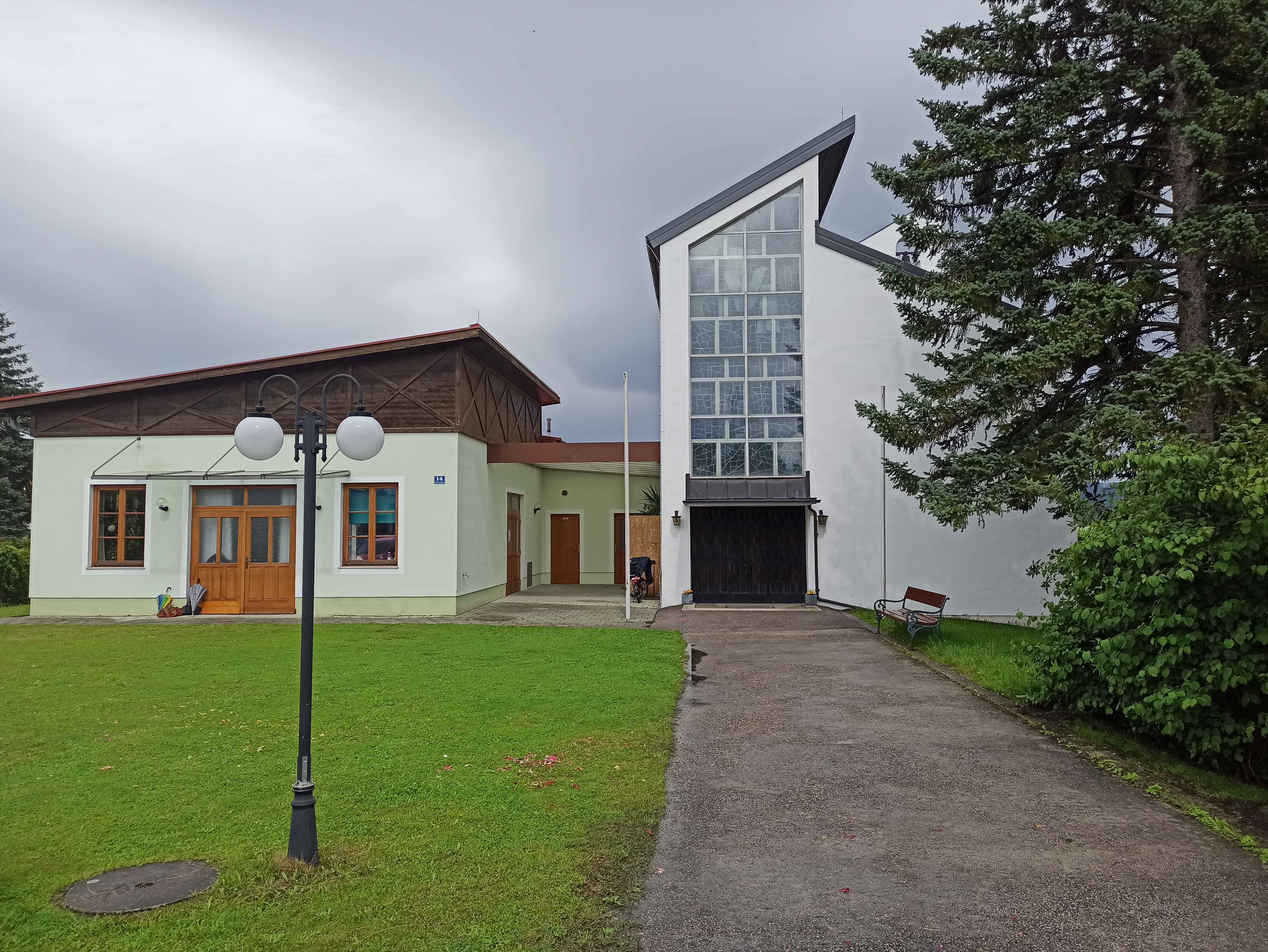
Katholische Filialkirche Hll. Maria und Josef in Föhrenau

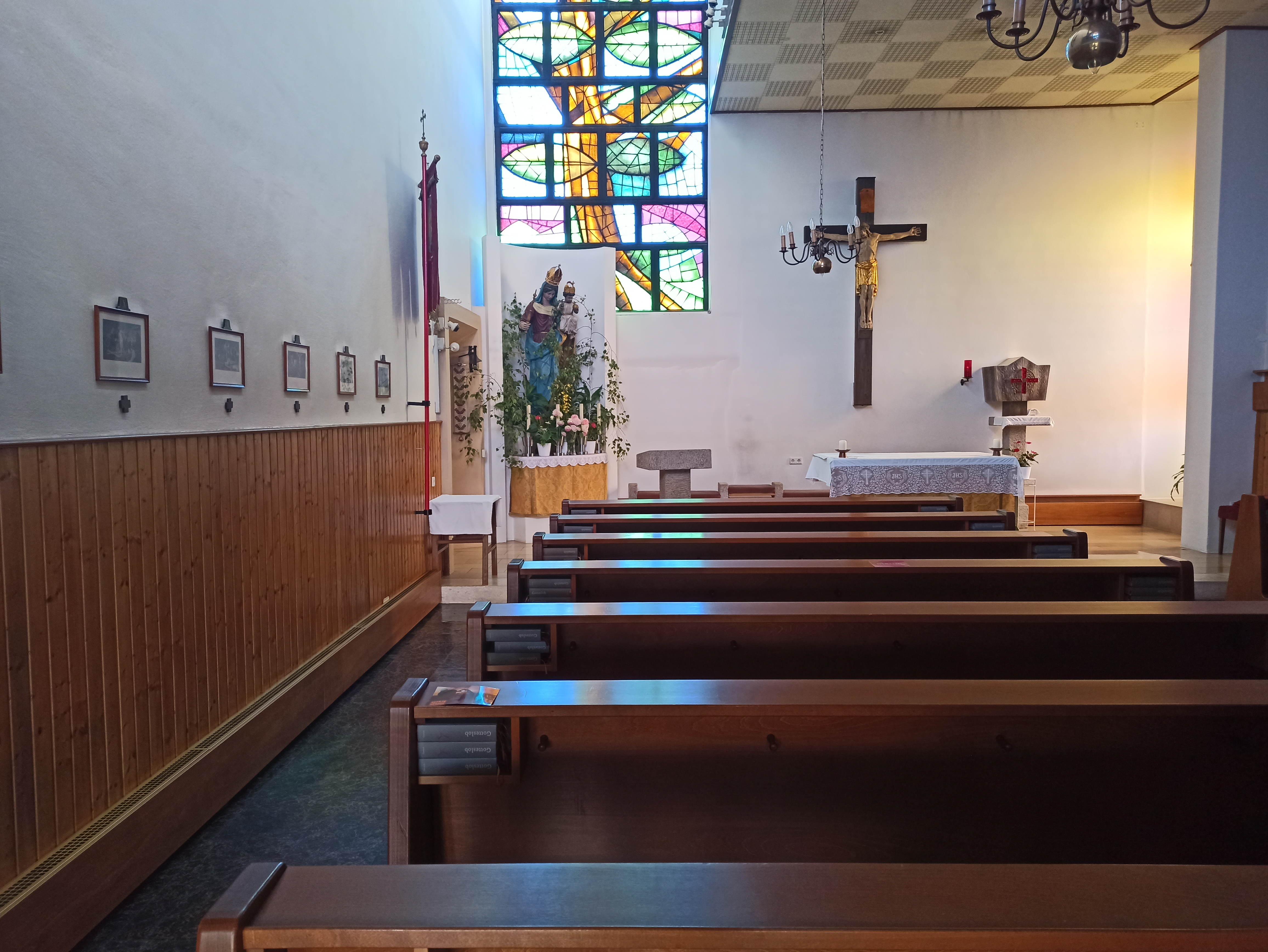
Langhaus, Blick zum Altar

Die römisch-katholische Filialkirche Föhrenau steht in der Ortschaft Haderswörth-Siedlung in der Marktgemeinde Lanzenkirchen im Bezirk Wiener Neustadt-Land in Niederösterreich, ist aber nach der mit Haderswörth-Siedlung zusammengewachsenen Ortschaft Föhrenau der Gemeinde Schwarzau am Steinfeld benannt. Die dem Patrozinium der Heiligen Maria und Josef unterstellte Filialkirche gehört zur Pfarre Lanzenkirchen in der Erzdiözese Wien.

## Beschreibung
Im Jahr 1961 wurde unter dem Dechanten Zika der Kirchenbau nach den Plänen des Architekten Erwin Plevan ausgeführt. Die Glocken wurden von der Gemeinde Lanzenkirchen gestiftet und am 21. Oktober 1962 vom Bauamtsleiter Monsignore Alois Penall geweiht. Am 16. Dezember 1962 wurde die Kirche durch Erzbischof-Koadjutor Franz Jachym geweiht. Penall stiftete 1963 die Marienstatue.
Im Jahr 1976 wurden die Ortskirchen von Lanzenkirchen zu Filialkirchen der Pfarrkirche Lanzenkirchen. 1982 wurde Föhrenau zu einer Teilgemeinde mit eigenem Pfarrgemeinderat, seit 2007 wird eine Person in den Pfarrgemeinderat Lanzenkirchen kooptiert.
Im Jahr 1998 wurde neben der Kirche der Pfarrsaal erbaut und am 15. August 2000 von Weihbischof Helmut Krätzl gesegnet. 2001 wurde das Kircheninnere restauriert und zwischen dem Pfarrsaal und der Kirche eine Gerätehütte und ein Glasdach errichtet.